# 青春タイブレーク!
『青春タイブレーク!』（せいしゅんタイブレーク）は、松崎晴臣による漫画作品。『週刊少年サンデー増刊号』（小学館刊）、1989年10月号から1990年11月号に連載。全14話。但し、単行本化に際し第15話及び第16話を描き下ろし、第16話をもって最終話としている。
少年サンデーコミックスからは単行本が発行されず、連載終了の3年後に少年キャプテンコミックスとして全3巻が同時刊行された。その際に2話分を描き下ろして補完し、改めて作品を完結させている。
本作以後、松崎の活動の詳細は不明となっている。

## あらすじ
12歳の小学生タケルは、ある日米軍基地の敷地内のテニスコートでロッドという少年と出会い、そこで生まれて初めてテニスラケットを握る。しかし、初心者のタケルはロッドの圧倒的な強さの前に敗北し、その屈辱を晴らすためテニススクールに通うことになった。

## 主な登場人物
榎本尊（えのもとたける）
運動神経抜群の少年。小学生のとき出会ったロッドに勝負を挑むため本格的にテニスを始める。やがて14歳の中学生になったとき、ロッドとの対戦のチャンスが訪れる。喧嘩っ早い。
下の名前のルビは第1話のみひらがなで、第2話以降はカタカナで表記されている。
ロッド・グリンフィールド
アメリカの天才テニス少年。アメリカジュニアNo1選手で、タケルと同い年。かつて世界2位だった父ランドの英才指導を受ける。タケルに感化され、テニスを楽しむことを覚える。
津田秋緒（つだあきお）
津田テニススクールのコーチ。高校生にして全日本選手権優勝。将来を嘱望されるが、試合中の怪我のため左目を失明し、選手生命を絶たれる。引退後はそれまで自分が愛用していたラケットをタケルに譲り、コーチとして、自身の夢をタケルに託す。